# Сихловий
Сихловий, Сигловий (пол. Syhłowy) — гірський потік в Україні, у Самбірському районі Львівської області у Галичині. Лівий доплив Гнилої, (басейн Дністра).

## Опис
Довжина потоку приблизно 8,27 км, найкоротша відстань між витоком і гирлом — 4,11  км, коефіцієнт звивистості потоку — 2,01 . Формується багатьма безіменними гірськими струмками. Потік тече у межах Стрийсько-Сянської Верховини (частина Українських Карпат).

## Розташування
Бере початок на південно-східних схилах гори Бескид Великий (1012 м) біля хребта Гребінь. Тече переважно на південний схід через село Сигловате і у селі Бітля впадає у річку Гнилу, ліву притоку Стрию.